# ایهاب جلال
ایهاب جلال (انگلیسی: Ehab Galal) (زادهٔ ۱۴ اوت ۱۹۶۷ – درگذشتهٔ ۱۱ سپتامبر ۲۰۲۴) یک بازیکن فوتبال اهل مصر بود.
از باشگاه‌هایی که در آنها سابقه بازی دارد می‌توان به باشگاه ورزشی اسماعیلی اشاره کرد.